# Hej Matematik
Hej Matematik ist ein dänisches Popduo.

## Geschichte
Die Band besteht aus Søren Rasted und seinem Neffen Nicolaj Rasted. Ihre ersten Singles, welche sie 2007 veröffentlichten, waren „Gymnastik“ und „Centerpubben“. Mit ihrem Debütalbum „Vi burde ses noget mere“ waren sie 2008 auf Platz 4 in den dänischen Charts. Außerdem wurde das Album mit Platin ausgezeichnet. Ihre bis jetzt erfolgreichste Single „Walkmand“ wurde sogar zweimal mit Platin ausgezeichnet.

## Diskografie

### Studioalben
| Jahr | Titel                   | Höchstplatzierung, Gesamtwochen, AuszeichnungChartsChartplatzierungen (Jahr, Titel, Platzierungen, Wochen, Auszeichnungen, Anmerkungen) | Anmerkungen |
| Jahr | Titel                   | DK | Anmerkungen |
| ---- | ----------------------- | --- | ----------- |
| 2008 | Vi burde ses noget mere | DK4 Platin · (35 Wo.)DK |             |
| 2010 | Alt går op i 6          | DK5 (13 Wo.)DK |             |

### Singles
| Jahr | Titel Album          | Höchstplatzierung, Gesamtwochen, AuszeichnungChartsChartplatzierungen (Jahr, Titel, Album, Platzierungen, Wochen, Auszeichnungen, Anmerkungen) | Anmerkungen |
| Jahr | Titel Album          | DK | Anmerkungen |
| ---- | -------------------- | --- | ----------- |
| 2007 | Centerpubben –       | DK22 (6 Wo.)DK |             |
| 2008 | Walkmand –           | DK3 ×2Doppelplatin · (30 Wo.)DK |             |
| 2008 | Du & jeg –           | DK32 (1 Wo.)DK |             |
| 2009 | Party i provinsen –  | DK2 Platin · (24 Wo.)DK |             |
| 2010 | Kato pa maskinerne – | DK38 (1 Wo.)DK |             |

Weitere Signles
- Gymnastik (2007)
- Vi Ka Alt Vi To (2008)
- Hej Matematik (2008)
- Legendebørn (2010)
- Livet I Plastik (2012)
- Det blir en go dag (2012) (feat. Ankerstjerne)
- Sikke en fest (2012)
- Partyboy (2013)